# جيه يونت
جيه يتونت JUnit (بالإنجليزية: JUnit)‏ هو إطار اختبار الوحدة للغة جافا البرمجية. لا يزال جيه يونت جزء لا يتجزأ في مجال التطويرالبرمجي القائم على الاختبار، وهو واحد من عائلة أطر اختبار الوحدة التي تُعرف بشكل جماعي باسم أكس يونت xUnit التي نشأت مع أس يونت SUnit.
جيه يونت مرتبط كـ جار في وقت التجميع؛ يتواجد الإطار تحت الحزمة junit.framework لـ JUnit 3.8 والإصدارات الأقدم، وفي إطار الحزمة org.junit لـ JUnit 4 والإصدارات الأحدث.
اخر إصدار لجيه يونت هو الأصدار الخامس الذي تميز بعدة تحديثات أهمها الترقية من JDK5 إلى JDK 8 وأيضاً أصبحت التدوينات البرمجية أفضل من حيث المقروئية.
وجد مسح بحثي تم إجراؤه في عام 2013 عبر 10000 مشروع جافا مستضاف على موقع غيت هب أن جيه يونت (بالتشارك مع slf4j-api)، كانت المكتبة الخارجية الأكثر شيوعًا. تم استخدام كل مكتبة بنسبة 30.7٪ من المشاريع.

## مثال على تركيبات اختبار جيه يونت
تركيبات اختبار جيه يونت هي كائن جافا. مع الإصدارات القديمة من جيه يونت، كان على التركيبات أن ترث من junit.framework. TestCase، ولكن الاختبارات باستخدام JUnit 4 لا يتوجب عليها ذلك. يجب تعليم الطرق المختبرة بالتدوين البرمجي annotation، التدوين البرمجي يتم على سبيل المثال بواسطة Test@. إذا تطلب الوضع ذلك،  من الممكن أيضا تحديد طريقة لتنفيذ قبل (أو بعد) كل واحدة (أو جميع) طرق الاختبار بواسطة التدوينات البرمجية Before@ (أو After@) و BeforeClass@ (أو AfterClass@).

### مثال جيه يونت 4
```
import
 
org.junit.*
;

public
 
class
 
FoobarTest
 
{

  
@BeforeClass

  
public
 
static
 
void
 
setUpClass
()
 
throws
 
Exception
 
{

    
// يتم تشغيل الكود قبل تنفيذ طريقة الاختبار الأولى

  
}

 

  
@Before

  
public
 
void
 
setUp
()
 
throws
 
Exception
 
{

    
// الكود ينفذ قبل كل اختبار

  
}

 

  
@Test

  
public
 
void
 
testOneThing
()
 
{

    
// الكود الذي يختبر شيء معين

  
}

  
@Test

  
public
 
void
 
testAnotherThing
()
 
{

    
// كود يختبر شيء أخر

  
}

  
@Test

  
public
 
void
 
testSomethingElse
()
 
{

    
// كود يختبر شي مختلف عما سبق

  
}

  
@After

  
public
 
void
 
tearDown
()
 
throws
 
Exception
 
{

    
// كود ينفذ بعد كل اختبار

  
}

 

  
@AfterClass

  
public
 
static
 
void
 
tearDownClass
()
 
throws
 
Exception
 
{

    
//كود يتم تنفيذه بعد أخر طريقة اختبار 

  
}

}

```

### مثال جيه يونت 5
أحد الأمثلة البسيطة على جيه يونت 5:
```
package
 
com.example.project
;

import static
 
org.junit.jupiter.api.Assertions.assertEquals
;

import
 
org.junit.jupiter.api.DisplayName
;

import
 
org.junit.jupiter.api.Test
;

;

class
 
CalculatorTests
 
{

	
@Test

	
@DisplayName
(
"2 * 5 = 10"
)

	
void
 
multiTwoNumbers
()
 
{

		
Calculator
 
calculator
 
=
 
new
 
Calculator
();

		
assertEquals
(
2
,
 
calculator
.
multi
(
2
,
 
5
),
 
"2 * 5 = 10"
);

	
}

	
void
 
multi
(
int
 
x
,
 
int
 
y
,
 
int
 
expectedResult
)
 
{

		
Calc
 
calculator
 
=
 
new
 
Calc
();

		
assertEquals
(
expectedResult
,
 
calc
.
multi
(
x
,
 
y
),

				
()
 
->
 
x
 
+
 
" * "
 
+
 
y
 
+
 
" = "
 
+
 
expectedResult
);

	
}

}

```

## روابط خارجية
- الموقع الرسمي
- عرض JUnit
- دروس JUnit